# Bruingrijze berkenboleet
De bruingrijze berkenboleet (Leccinum cyaneobasileucum) is een schimmel behorend tot de familie Boletaceae. Hij groeit bij berk (Betula).

## Kenmerken

### Uiterlijke kenmerken
Hoed
De hoed heeft een diameter tot 9 cm. De vorm is bij jonge exemplaren g half bolvormig, later geweld. De hoedrand is niet of hooguit 0,5 mm over de buisjes hangend. het oppervlak fijn viltig, vochtig iets kleverig. De kleur is egaal bleek- tot donkerbruin, wit tot ivoorkleurig bij bleke vorm. Oude exemplaren kunnen vanaf de hoedrand een (olijf)groenige tint krijgen.
Poriën en buisjes
Zijn wit, dan roze grijs als grondkleur van de steel. Later worden de buisjes rozebruin, donkerder dan de poriën.
Steel
De steel heeft een lengte van 7 tot 20 cm en een dikte van 0,8 tot 2 cm. De vorm is cilindrisch of verbredend naar de basis toe. Het is bedekt met bruinachtige schubben.
Sporenprint
De sporenprint is walnootbruin. 

### Microscopische kenmerken
De basidiosporen zijn enigszins spoelvormig en meten 14–18 × 5–6 µm.

## Verspreiding
De bruingrijze berkenboleet komt in Nederland algemeen voor. Hij staat niet op de rode lijst en is niet bedreigd.

## Taxonomie
Oorspronkelijk gevonden groeiend onder de ruwe berk (Betula pendula), werd het in 1991 beschreven als nieuw voor de wetenschap.
Leccinum cyaneobasileucum var. cyaneobasileucum draagt de naam Groenwitte berkenboleet.

## Foto's

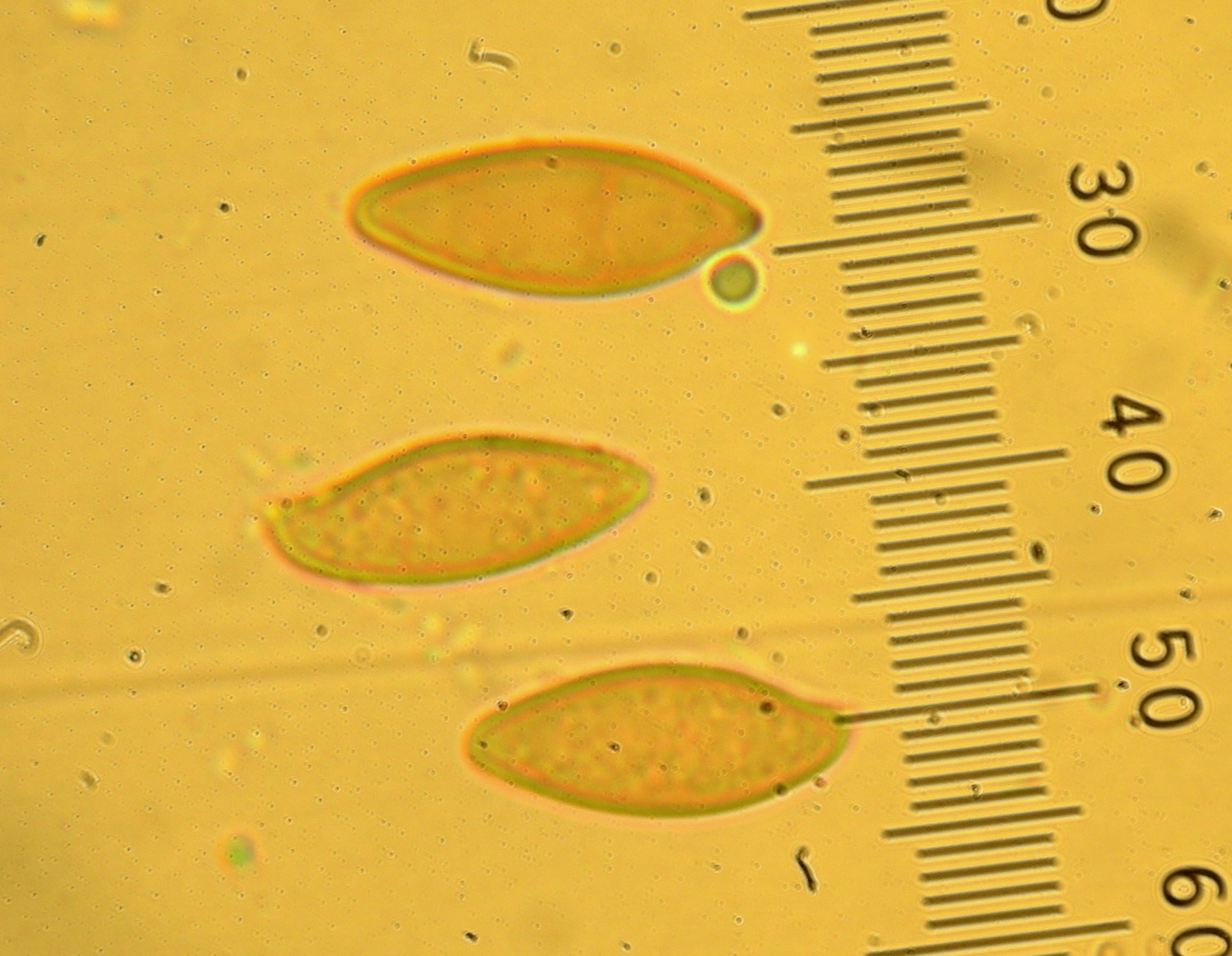
Sporen